# Laurens De Plus
Laurens De Plus (Aalst, 4 de setembro de 1995) é um ciclista profissional belga que atualmente corre para a equipa Team Jumbo-Visma.
No Giro de Lombardia de 2017 sofreu uma queda caindo num barranco, ainda que não teve lesões graves.

## Palmarés
- 2015
  - 1 etapa do Giro del Vale de Aosta
- 2019

- - BinckBank Tour

## Resultados nas Grandes Voltas e Campeonatos do Mundo
| Carreira               | 2016 | 2017 | 2018 |
| ---------------------- | ---- | ---- | ---- |
| Giro d'Italia          | -    | 24º  | -    |
| Tour de France         | -    | -    | -    |
| Volta a Espanha        | -    | -    | Ab.  |
| Mundial em Estrada     | -    | -    | Ab.  |
| Mundial Contrarrelógio | -    | 22º  | 50º  |